# Gerbilliscus boehmi
Gerbilliscus boehmi es una especie de roedor de la familia Muridae.

## Distribución geográfica
Se encuentra en Angola, Burundi, República Democrática del Congo, Kenia, Malaui, Mozambique, Ruanda, Tanzania, Uganda y Zambia.

## Hábitat
Su hábitat natural son: sabanas áridas, humedales y tierras cultivables.